# Magnus Thulstrup
Karl Magnus Thulstrup, född 12 januari 1805 i Landskrona, död 29 juli 1881 i Stockholm, var en svensk militär och statsråd. Han var far till Henning och Thure Thulstrup.

## Biografi
Thulstrup blev 1824 underlöjtnant vid Fältmätningsbrigaden av Ingenjörkåren, där han 1857 avancerade till överstelöjtnant, sedan 1853 överste i armén. Samtidigt var han lärare i beskrivande geometri vid Högre artilleriläroverket på Marieberg 1832–1850 och guvernör för krigsakademien på Karlberg 1850–1861. Thulstrup adlades 1858 och utnämndes 1861 till generalmajor och konsultativt statsråd i De Geers första regering. Utnämningen hade föregåtts av betänkligheter, om Thulstrup kunde anses uppfylla kravet i grundlagen att vara infödd svensk man. Hans far hade nämligen först ett par år efter Thulstrups födelse blivit svensk medborgare. Vid Baltzar von Platens avgång 4 juni 1868 blev Thulstrup chef för sjöförsvarsdepartementet, men avgick efter uppnådd pensionsålder i januari 1870.
I Louis De Geers "Minnen" karakteriseras Thulstrup som en kunnig militär och insiktsfull i många andra stycken samt som en klok, betänksam och fördomsfri man. Alltför stor tystlåtenhet var, enligt De Geers åsikt, Thulstrups största brist i regeringen.
Thulstrup var ledamot i kommittéerna för organisation av generalstaben (1855), för ordnande av de förenade rikenas gemensamma stridskrafter (1856) och angående försvaret av Stockholm och Mälardalen (1856–1857) samt ordförande i kommittéerna för ordnande av den gymnastiska undervisningen i riket (1858–1859), angående de topografiska, geologiska och ekonomiska kartverken (1870–1871) och i vapen- och befästningskommittén (1870).
Thulstrup utnämndes 1872 till inspektör för militärläroverken och 1874 till generallöjtnant. Han var ledamot av Krigsvetenskapsakademien från 1837 och Kungliga Vetenskapsakademien från 1849 samt hedersledamot av Örlogsmannasällskapet från 1868.
Utom uppsatser i Krigsvetenskapsakademin handlingar utgav Thulstrup Prof å topografisk kartritning, anbefallda att följas vid svenska militärkartarbeten (1837), Öfningsexempel i topografisk kartritning (1837), Kurs i kartritning för underbefälsskolor (1840), Lärokurs uti beskrifvande geometri (1849; 2:a upplagan 1854), De första grunderna af matematisk geografi och topografi (1855; 2:a upplagan 1861).
Magnus Thulstrup är begravd på Solna kyrkogård.

## Utmärkelser
- Sankt Stanislausorden, andra klassen,  25 maj 1848
- Riddare av Dannebrogorden,  9 juli 1848
- Kommendör av Sankt Olavs orden,  7 juli 1859
- Kommendör av första graden av Dannebrogorden,  10 augusti 1859
- Storkorsriddare av Sankt Mauritius och Sankt Lazarusorden,  30 oktober 1862
- Kommendör med stora korset av Svärdsorden,  3 juli 1866

[Redigera Wikidata]